# Concerto para Clarinete (Mozart)

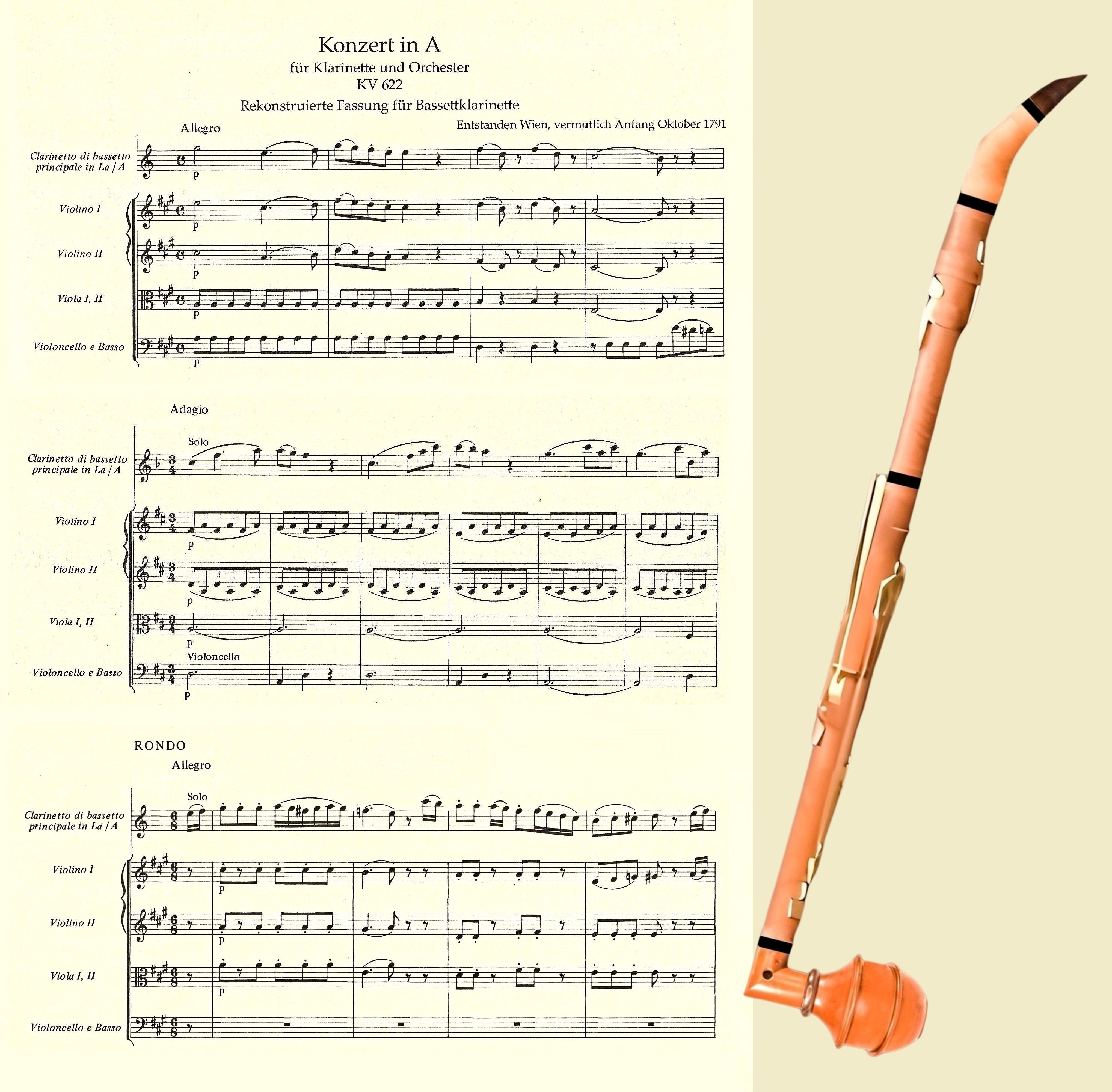
Concerto para clarinete de Mozart, partitura com os inícios dos 3 andamentos ; réplica do clarinete Stadler

O Concerto para Clarinete em A maior, K 622, de Wolfgang Amadeus Mozart, foi composto em Viena em 1791 para o clarinetista Anton Stadler, para clarinete e orquestra.
O concerto é também uma das últimas obras completas de Mozart, e seu último trabalho puramente instrumental (ele morreu em dezembro, após a conclusão). O concerto é notável pela sua interação delicada entre solista e orquestra, e também pela falta de cadenzas na parte do solista.

## Versão original
Mozart escreveu a obra originalmente para clarinete basset, um tipo especial de clarinete que atinge notas mais graves além do registro usual. Como a maioria dos clarinetes não conseguiria tocar as notas graves que Mozart escreveu para destacar esse instrumento, o editor de Mozart transpôs as notas graves para o tom regular e não publicou a versão original. Os manuscritos originais se perderam, sendo penhorados por Stadler, e até meados do século 20 os musicólogos não sabiam que a versão original do concerto não tinha sido ouvida desde a vida Stadler. Assim que o problema foi descoberto, foram feitas tentativas de reconstruir a versão original, e novos clarinete basset foram construídos com a finalidade específica de realizar o concerto de Mozart. Neste contexto, é interessante notar duas outras obras escritas para Stadler e seu instrumento de compositores intimamente ligados ao círculo Mozart-Stadler, que usaram a tessitura estendida do instrumento de Stadler: o Concerto para Clarinete de Franz Xaver Süßmayr (famoso por ter completado o Requiem de Mozart) e o concerto de Joseph Leopold Eybler.

## Estrutura
O concerto, como todos os outros concertos para solistas da época, constitui-se de 3 movimentos:
1. Allegro        - Por se o primeiro movimento, encontra-se no tom original da obra: A maior.
2. Adagio         - Encontra-se em um tom subdominante em relação ao primeiro e terceiro movimento: Ré maior.
3. Rondó: Allegro - Está no mesmo tom do primeiro movimento.

### Primeiro movimento:Allegro
Originalmente escrito como um esboço para corno basseto, o movimento abre com uma declaração orquestral do tema principal. O tema é retomado pela solista, e a música rapidamente assume um tom mais melancólico. No final desta secção, as pausas na parte do solo são ocasionalmente tomadas como ponto de realizar uma cadenza, embora nenhum contexto é oferecido para uma cadenza verdadeira. O tema principal reaparece transposto, e leva à característica inovadora do solista acompanhar a orquestra com um baixo Alberti. Um complexo desenvolvimento leva à uma mudança drástica, que, depois de um tutti, leva de volta para o tema principal. O baixo Alberti e os arpejos para o solista se repetem até o final do movimento, um alegre tutti em A maior.
A segunda metade da exposição desse movimento aparece em quase todas as audições de clarinete de orquestras profissionais.
- Ritornello orquestral:    compassos 1–56
- Exposição do solo:        compassos 57–154
- Ritornello:               compassos 154–171
- Desenvolvimento:          compassos 172–227
- Ritornello:               compassos 227–250
- Recapitulação:            compassos 251–343
- Ritornello:               compassos 343–359[2]

### Segundo movimento:Adagio
O movimento começa com a execução do tema principal (de 8 compassos) pelo solista, a orquestra serve de acompanhamento tanta na exposição do tema quanto no desenvolvimento do mesmo. O desenvolvimento do movimento começa imediatamente após a conclusão do tema principal em um tutti orquestral. Este desenvolvimento se torna o tema secundário. A reexposição é precedida por uma pausa em que a cadenza pode ser feita (como escrito por Mozart). Há uma reexposição do tema primário pelo clarinete e reforçada pela orquestra. O ápice do concerto ocorre com a coda.

### Terceiro movimento:Rondo: Allegro
O rondó que fecha o concerto tem um alegre refrão, com episódios ecoando esse estado alegre ou recordando as cores escuras do primeiro movimento. É uma mistura de sonata e rondó que Mozart desenvolveu em seus concertos para piano, mais notavelmente o Concerto para Piano em a maior, K. 488.
O refrão de abertura (compassos 1-56) apresenta o solista em diálogo com a orquestra, muito mais do que em concertos de piano. De muitas maneiras, este é um diálogo de demonstração de superioridade — quanto mais definitiva é a afirmação da orquestra, maior é o virtuosismo na resposta do clarinete.
O primeiro episódio (compassos 57-113) apresenta linhas cromáticas e dramáticas, escritas especialmente para o clarinete basset com sua extensão mais grave. O refrão é ouvido de novo de uma maneira um pouco mais simples, e a música modula para F♯ menor.
O segundo episódio (compassos 137-187) contém "uma das mais dramáticas apresentações para clarinete basset em todo o concerto, incluindo saltos espetaculares junto com o diálogo entre o registro do clarinete soprano e barítono." Depois deste episódio, não há refrão.
O terceiro episódio (compassos 188-246) é uma recapitulação do primeiro, mas invés de uma simples transcrição, ele modula quatro vezes. Isto permite que o solista tenha a oportunidade de mostrar figurações cromáticas, e o compositor demonstre sua criatividade na reformulação do material.
O refrão (compassos 247-301) é ouvido pela última vez, exatamente como foi apresentado na abertura, antes de prosseguir para a coda. Aqui o tema do rondó é desenvolvido de forma dramática, usando toda a extensão do clarinete. No final, o estado mais alegre retorna, e o concerto termina com um tutti intocado por tocada melancolia usada no resto da obra.